# Talsperre Skalka
Die Talsperre Skalka (tschechisch Vodní nádrž Skalka) befindet sich westlich der Stadt Cheb in Tschechien. Sie staut die Eger.
Zwischen 1962 und 1964 wurde im Egertal die Talsperre errichtet, die zur Trinkwasserversorgung der Stadt Cheb und daneben zum Hochwasserschutz konzipiert war. Die Funktion als Trinkwasserreservoir übernahm ab 1969 die Talsperre Horka. Skalka dient seitdem als Brauchwasserspeicher für die Industrie im Raum Cheb und wurde zu Erholungszwecken freigegeben. Die Wasserwerke Skalka und Jesenice bilden ein gemeinsames Wasserwirtschaftssystem.
Seit 2001 bestehen an der Talsperre zwei Kleinkraftwerke. Das zwischen 1998 und 2000 am rechten Flussufer neben dem Damm erbaute Malá vodní elektrárna (MVE) Skalka besteht aus zwei horizontalen Kaplanturbinen Typ S mit einer Leistung von jeweils 370 kW. Die Kleinsterzeugungsanlage MVE Skalka - mikrozdroj besitzt eine Sigmaturbine TYP DE 450 S mit 18 kW Leistung.
Der Damm liegt am südlichen Fuße des Spitalsky vrch (Spittelberg) im westlichen Stadtgebiet von Cheb und hat eine Höhe von 14,6 m. Die Dammkrone ist 114 m lang und 4 m breit. Die Talsperre fasst 13,66 Mio. m³ Wasser, ihr Stausee erstreckt sich über 9,2 Kilometer bis Pomezná unterhalb der Einmündung der Röslau an der deutschen Grenze.
Südlich des Stausees erhebt sich die Zelená hora (Grünberg) mit einem Bismarckturm. Im Nordosten liegt der Komorní hůrka (Kammerbühl).